# Penumbra (groupe)
Pour les articles homonymes, voir Penumbra.
Penumbra est un groupe de metal gothique et symphonique français, originaire de Paris. Formé en 1996, le groupe est actif jusqu'en 2009. Après plusieurs années d'inactivité, ils se reforment en 2013, et annoncent une suite à l'album Seclusion, intitulée Era 4.0.

## Biographie

### Débuts (1996–1997)
Jarlaath et Dorian sont les fondateurs originaux du groupe, qui se rencontrent lors d'un concert en 1996. Tous deux partagent une vision semblable de la musique : ils trouvent en effet qu'il y a trop de groupes avec un son similaire, et trop peu empruntant des influences classiques. Ainsi, ils décident de s'enregistrer et, peu de temps après, quittent leurs groupes respectifs afin de former Imperatoria. Autour de novembre 1996, Imperatoria se sépare, et Jarlaath et Néo (à la guitare) créent un nouveau groupe, connu sous le nom de Penumbra. C'est à la suite d'un voyage aux États-Unis où Néo rencontre des argentins que le nom de Penumbra (traduction espagnole de « Pénombre ») est donné au nouveau groupe. Dorian les rejoint, ainsi que trois autres musiciens. Leur première apparition est organisée lors du festival de l'université de Saint-Denis en 1997, apparition qui reçoit un bon accueil du public[réf. nécessaire]. Peu de temps après, il leur est proposé d'accompagner la tournée du groupe de metal Misanthrope. La même année, ils sortent leur première démo auto-produite, Falling into My Soul.

### DeEmanateà la séparation (1998–2010)
Vers le milieu de l'année 1998, Benedicte, la claviériste, quitte le groupe pour rejoindre Misanthrope. Elle est remplacée par Zoltan. Medusa et Elise rejoignent la formation comme chanteuses sopranos, ainsi que Amaris, en tant que baryton. Le groupe enregistre alors son premier album, Emanate, sur la seconde moitié de l'année.. Entre 1999 et 2000, Penumbra se produit en concert dans diverses occasions en France, notamment à Bordeaux et Lyon, en Suisse, ainsi qu'au festival de Leipzig. En 2002, ils signent avec le label Season of Mist, et publient leur album The Last Bewitchment.
Le 20 octobre 2003 sort Seclusion, le troisième album du groupe. La particularité de cet opus est l'apparition en tant qu'invité du musicien Loïc Taillebrest, à la cornemuse sur le titre éponyme, ainsi qu'à la flûte sur certains autres titres de l'album. En mai 2006, le groupe annonce l'arrivée de leur nouvelle chanteuse, Asphodel.
En février 2007, le groupe entre en studio d'enregistrement pour trois nouvelles chansons. En avril 2007, le groupe annonce sur son site web que toutes les chansons sont terminées. Ainsi, ils postent en mai sur leur page MySpace trois nouvelles chansons, Avalon, Eerie Shelter et Charon. Cependant, par le manque d'intérêt du public à leur égard, le groupe commence à décliner, pour finalement se séparer vers le début de l'année 2010.

### Retour etEra 4.0(depuis 2013)
Le groupe se reforme en 2013, et annonce l'arrivée d'un nouvel album. En février 2015, le groupe commence le mixage audio de l'album avec neuf nouveaux titres annoncés, mais sans aucune date de sortie à cette période. L'album, intitulé Era 4.0, est publié au début de 2016.

## Membres

### Membres actuels
- Jarlaath - chant, hautbois (depuis 1996)
- Néo - guitare (depuis 1996)
- Agone - basse, chant (depuis 2001)
- Arathelis - batterie (depuis 2003)
- Loic - guitare (depuis 2004)
- Valérie Chantraine - chant (depuis 2017)

### Anciens membres
- Nicolas Letutour - basse (1996-1998)
- Herr Rikk - batterie (1996-1999)
- Dorian - guitare (1996-2003)
- Bénédicte Archipiade Albanhac - clavier (1996-1998)
- David - basse (1998-1999)
- Zoltan - clavier (1998-2010)
- Scyllia - chant (1998-2001)
- Elise - chant (1998)
- Aldric - basse (1999-2001)
- Hekchen - batterie (1999-2001)
- Medusa - chant (1999-2001)
- Garlic - batterie (2001-2003)
- Krysten - chant (2002-2003)
- Ohra 	Vocals (2002-?)
- Anita Covelli - chant (2003)
- Lyrissa - chant (2005-2006)
- Asphodel - chant (2006-2018)

## Discographie
- 1997 : Falling Into My Soul (démo)
- 1999 : Emanate
- 2002 : The Last Bewitchment
- 2003 : Seclusion
- 2003 : Emanate (nouvelle édition en 2005)
- 2016 : Era 4.0